# 종자뼈
해부학에서 종자뼈(sesamoid bone, /ˈsɛsəmɔɪd/) 또는 종자골은 힘줄이나 근육 내에 박혀 있는 뼈이다. 이름은 '참깨'를 의미하는 그리스어에서 유래되었는데, 대부분의 종자골의 크기가 작다는 것을 나타낸다. 종종 이러한 뼈는 긴장에 대한 반응으로 형성되거나 정상적인 변이로 존재할 수 있다. 무릎뼈는 신체에서 가장 큰 종자골이다. 종자골은 도르래처럼 작용하여 힘줄이 미끄러질 수 있는 매끄러운 표면을 제공하여 힘줄이 근육의 힘을 전달하는 능력을 높인다.

## 같이 보기
- 장딴지근
- 해부학적 변이